# Club de Regatas Guanabara
El Club de Regatas Guanabara (Clube de Regatas Guanabara en idioma portugués y oficialmente) es un club náutico brasileño con sede en Río de Janeiro.

## Historia
Fue fundado el 5 de julio de 1899 con el nombre de Grupo de Regatas Guanabara por el presidente, Gonçalves Couto, y la junta directiva recién dimitidos del Clube de Regatas Vasco da Gama, debido a una polémica sobre la nueva ubicación de la sede de aquel club, ya que éstos deseaban que fuese en Botafogo, pero no lo consiguieron, por lo que decidieron fundar el nuevo club en donde ellos querían trasladar el Vasco da Gama. El 13 de enero de 1935 inauguró en sus instalaciones la primera piscina olímpica de Brasil.

## Deportistas

### Vela
El regatista Alexandre Tinoco do Amaral ganó el campeonato del mundo de la clase Snipe en 2011. 

### Waterpolo
Los jugadores internacionales Ricardo Perrone y Felipe Perrone.

## Galería

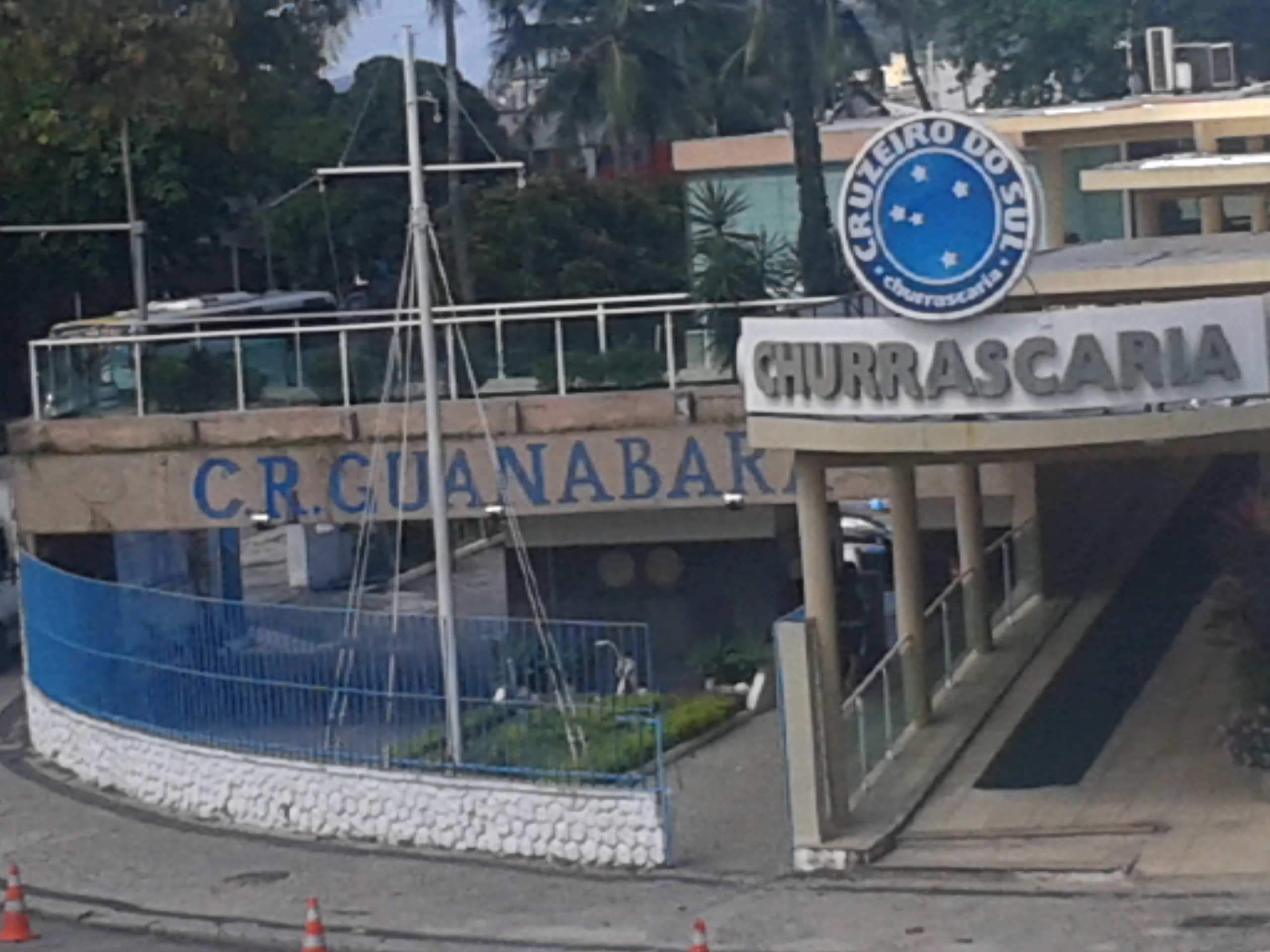
Entrada
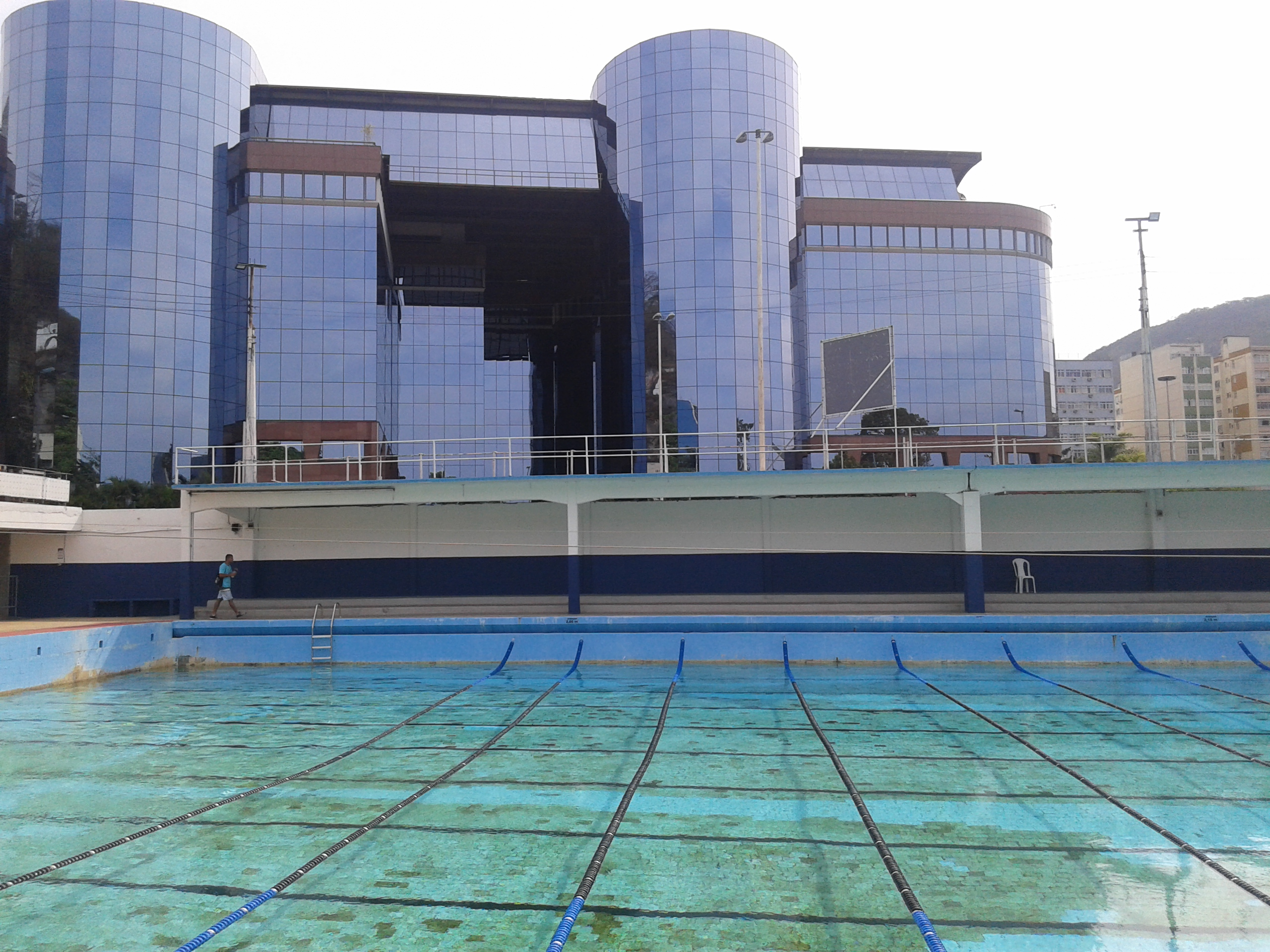
Piscina Olímpica Centenaria
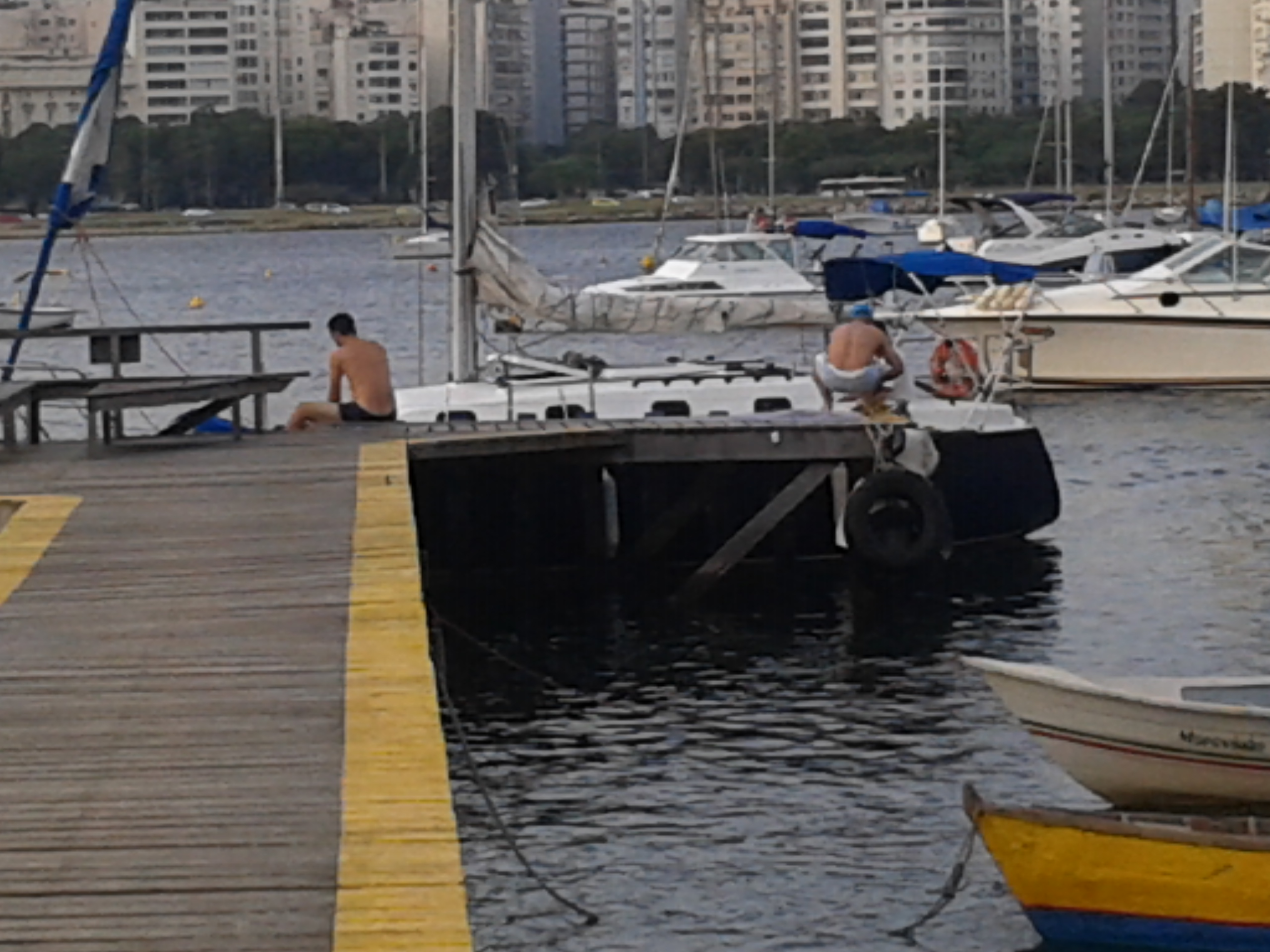
Rampa